# 1973–1974-es bajnokcsapatok Európa-kupája
A bajnokcsapatok Európa-kupája 19. szezonja. A kupát a német Bayern München csapata nyerte. A fináléban a spanyol Atlético Madrid ellen 1–1-es döntetlen után, egy megismételt mérkőzésen tudott nyerni a bajor együttes 4–0-ra.
Az Újpesti Dózsa máig utolsó magyar csapatként bejutott a legjobb négy közé (előtte a Vasasnak és a Győri ETÓ-nak sikerült hasonló), ahol a későbbi győztes Bayern München ellen estek ki.

## Eredmények

### 1. forduló
| 1. csapat           | Össz. | 2. csapat          | 1. mérk. | 2. mérk. |
| ------------------- | ----- | ------------------ | -------- | -------- |
| Viking              | 1–3   | Spartak TAZ Trnava | 1–2      | 0–1      |
| Zarja Vorosilovgrád | 3–0   | APÓEL              | 2–0      | 1–0      |
| Benfica             | 2–0   | Olimbiakósz        | 1–0      | 1–0      |
| Waterford United    | 2–6   | Újpesti Dózsa      | 2–3      | 0–3      |
| Bayern München      | 4–41  | Åtvidabergs        | 3–1      | 1–3      |
| Dynamo Dresden      | 4–3   | Juventus           | 2–0      | 2–3      |
| CSZKA Szept. zname  | 4–0   | Wacker Innsbruck   | 3–0      | 1–0      |
| Club Brugge         | 10–0  | Floriana           | 8–0      | 2–0      |
| FC Basel            | 11–2  | Fram               | 5–0      | 6–2      |
| TPS                 | 1–9   | Celtic             | 1–6      | 0–3      |
| Velje               | 3–2   | FC Nantes          | 2–2      | 1–0      |
| Crvena zvezda       | 3–1   | Stal Mielec        | 2–1      | 1–0      |
| Jeunesse Esch       | 1–3   | Liverpool FC       | 1–1      | 0–2      |
| Crusaders           | 0–12  | Dinamo Bucureşti   | 0–1      | 0–11     |
| Atlético Madrid     | 1–0   | Galatasaray        | 0–0      | 1–0      |

1A Bayern München csapata jutott tovább tizenegyesekkel (4–3).
- Az Ajax csapata mérkőzés nélkül jutott a következő körbe.

### 2. forduló (Nyolcaddöntő)
| 1. csapat          | Össz. | 2. csapat           | 1. mérk. | 2. mérk. |
| ------------------ | ----- | ------------------- | -------- | -------- |
| Spartak TAZ Trnava | 1–0   | Zarja Vorosilovgrád | 0–0      | 1–0      |
| Benfica            | 1–3   | Újpesti Dózsa       | 1–1      | 0–2      |
| Bayern München     | 7–6   | Dynamo Dresden      | 4–3      | 3–3      |
| Ajax               | 1–2   | CSZKA Szept. zname  | 1–0      | 0–2      |
| Club Brugge        | 6–7   | FC Basel            | 2–1      | 4–6      |
| Celtic FC          | 1–0   | Vejle               | 0–0      | 1–0      |
| Crvena zvezda      | 4–2   | Liverpool           | 2–1      | 2–1      |
| Dinamo Bucureşti   | 2–4   | Atlético Madrid     | 0–2      | 2–2      |

### Negyeddöntő
| 1. csapat          | Össz. | 2. csapat          | 1. mérk. | 2. mérk. |
| ------------------ | ----- | ------------------ | -------- | -------- |
| Spartak TAZ Trnava | 2–21  | Újpesti Dózsa      | 1–1      | 1–1      |
| Bayern München     | 5–3   | CSZKA Szept. zname | 4–1      | 1–2      |
| FC Basel           | 5–6   | Celtic             | 3–2      | 2–4      |
| Crvena zvezda      | 0–2   | Atlético Madrid    | 0–2      | 0–0      |

1Az Újpesti Dózsa csapata jutott tovább tizenegyesekkel (4–3).

### Elődöntő
| 1. csapat     | Össz. | 2. csapat       | 1. mérk. | 2. mérk. |
| ------------- | ----- | --------------- | -------- | -------- |
| Újpesti Dózsa | 1–4   | Bayern München  | 1–1      | 0–3      |
| Celtic FC     | 0–2   | Atlético Madrid | 0–0      | 0–2      |

### Döntő
| 1974. május 15. | Bayern München     | 1–1 (h.u.) | Atlético Madrid | Heysel stadion (Brüsszel) Nézőszám: 49,000 v.: Loraux (Belgium) |
| 1974. május 15. | Schwarzenbeck 119' | (0–0)      | Aragonés 114'   | Heysel stadion (Brüsszel) Nézőszám: 49,000 v.: Loraux (Belgium) |

### Döntő (megismételt mérkőzés)
| 1974. május 17. | Bayern München                | 4–0   | Atlético Madrid | Heysel stadion (Brüsszel) Nézőszám: 23,000 v.: Delcourt (Belgium) |
| 1974. május 17. | Hoeneß 28' 83' Müller 58' 71' | (1–0) |                 | Heysel stadion (Brüsszel) Nézőszám: 23,000 v.: Delcourt (Belgium) |

| Az 1973–74-es bajnokcsapatok Európa-kupájának győztese |
| Bayern München 1. cím                                  |
| ← 1972–73 Ajax                                         |
| Bayern München 1974–75 →                               |